# Asomoche
Asomoche (Assomoche; pl. Asomoches), jedna od lokalnih skupina Delaware Indijanaca, porodica Algonquian, koja je nekada živjela na istočnoj obali rijeke Delaware u New Jerseyu između Salema i Camdena. Godine 1648. broj im je procjenjen na stotinu ratnika. Pripadali su skupini Unalachtigo.

## Vanjske poveznice
- A- New Jersey Indian Villages, Towns and Settlements